# Filip Dimitrov
Filip Dimitrov Dimitrov, bulharsky Филип Димитров Димитров (* 31. března 1955) je bulharský politik. V letech 1991–1992 byl premiérem Bulharska. Byl představitelem strany Svaz demokratických sil (Съюз на демократичните сили), která byla hlavním oponentem Bulharské komunistické strany ve zlomovém období roku 1990. V letech 1991–1997 a 2005–2007 byl poslancem bulharského parlamentu, roku 2007 krátce poslancem Evropského parlamentu.